# Bpp
Bpp o Bit por píxel es una unidad de información usado en informática cuando se trabaja con imágenes digitales, Representa el número de bits necesarios para almacenar la información del color de un solo píxel de color. 
Esta información tiene relación directa con el modo gráfico de un sistema gráfico de una arquitectura y la cantidad de colores distintos que se pueden mostrar/almacenar. El bpp en un video digital tiene el mismo significado, puesto que internamente funciona como secuencias de imágenes digitales. 
La relación que a más bits por píxel (un bpp mayor) se asocia a más calidad de imagen, al poder tener más capacidad para representar mayor número de colores. El inconveniente de esta mayor relación es el aumento del tamaño (en bytes) o bien del fichero de imagen o de la zona de memoria reservada para sistema gráfico de la arquitectura.

## Valores más usuales

### 8 bits
Este es un número que se indexa en una tabla de colores llamada comúnmente paleta de 256 bits, y ésta te de devuelve el color de ese pixel en otro formato. En esa paleta o matriz de como máximo 256 posiciones estarán introducidos los colores elegidos por el creador del fichero o sistema gráfico pudiendo ser por ejemplo solo tonalidades de rojo. Como principal ventaja es que ocupa poco espacio en memoria u ocupa poco el fichero pero por el contrario solo puedes tener como máximo 256 colores. Es el formato gráfico de los ficheros GIF que además si es necesario se define un color de la paleta como transparente, para hacer una imagen con zonas transparentes. También se sabe que el pixel es la unidad más pequeña de la imagen y el bit lo acompaña

### 16 bits
Este es la concatenación de 5 bits para generar las tonalidades de rojo, 5 bits para general las de verde y 5 bits para generar las de azul, el orden de la concatenación vendrá dado por la arquitectura o el sistema operativo. Pudiendo generar hasta 65.536 colores distintos para un pixel, más que suficiente para algunas circunstancias como videojuegos no realistas como sobre personajes de animación o por ejemplo para ficheros de video de películas de animación o series.

### 24 bits
Este es la concatenación de 8 bits para las tonalidades de rojo, 8 bits para las de verde y 8 bits para las azul dependiendo el orden de concatenación igualmente que el anterior de la arquitectura o sistema operativo. Este modo gráfico puede generar 16.777.216 o redondeando 16 millones de colores para cualquier pixel de la pantalla o el fichero. Más que suficiente para generar una imagen realista, usado mayoritariamente para todo porque el ojo humano no detecta más colores. Aunque al no ser potencia de 2, se tiene pequeños problemas de procesamiento que en arquitecturas lentas repercuten en la falta de optimización.

### 32 bits
Este se comporta como el de 24 bits pero añade a la concatenación 8 bits para el canal alpha, que es el grado de transparencia de ese pixel, lo que significa que si se "pega" dicho vulgarmente un pixel sobre otro dependiendo del grado de transparencia hace o no una mezcla con los colores del pixel de "debajo", los valores extremos son 0 que es opaco y 255 que es transparente total. Este formato gráfico se usa sobre todo en la aplicaciones multimedia como puede ser los videojuegos, porque no aporta más colores sino más bien un método de trabajo con ese pixel. Aunque se está entrando en una confusión en este modo gráfico porque se está realizando cierto marketing por parte de las empresas creadoras o distribuidoras de tarjetas gráficas y en productos high-tech están metiendo un formato de 32 bits que equivale a que el tamaño de 8 bits por color aumente a 10 bits en vez de añadir el componente más llamado canal alpha que hemos visto antes, cosa que no redunda en calidad de imagen significativa porque el ojo humano no lo aprecia.